# Heinrich Spiecker
Heinrich Spiecker (* 1. Juni 1947) ist ein deutscher Forstwissenschaftler.

## Laufbahn
Spiecker studierte von 1968 bis 1972 Forstwirtschaft an der Universität Freiburg (Diplom in Forstwirtschaft). 1971 machte er den Master in „Economics of Forest Management“ an der University of California, Berkeley. 1974 promovierte er an der Universität Freiburg über das Thema "Forstplanung und Forstmanagement".
1990 habilitierte er sich und war von 1992 bis 2015 ordentlicher Professor und Leiter des Instituts für Waldwachstum an der Universität Freiburg. Von 1995 bis 1997 war er Dekan der Forstfakultät der Universität Freiburg.

## Funktionen
- 1992–2000: Vorsitz der IUFRO-Gruppe P1.06 „Improvement and silviculture of Oak“
- seit 2000: Vorsitz der IUFRO-Gruppe 4.01.08 „Effects of Environmental Changes on Forest Growth“
- Mitglied im Direktorium der IUFRO
- Außerordentliches Professorat an der Universität Toronto, Kanada
- 2004–2008 Initiator und Vorsitzender der COST-Action „E42 Growing Valuable Broadleaved Tree Species“
- seit 2009 Mitglied des Beratungskomitees für die wissenschaftliche Entwicklung der chinesischen Akademie für Forstwirtschaft (CAF)
- seit 2010 Vorsitzender der Beratergruppe am Europäischen Forstinstitut

## Ehrungen
- 2005 Schweighofer Prize, Kategorie Forstwirtschaft Innovationspreis für die Entwicklung der terrestrischen Laser Scanning Methode zur Erfassung forstlicher Inventurparameter[1]
- 2006 DaimlerChrysler Financial Services Förderpreis für hervorragende innovative wissenschaftliche Arbeit im deutsch-französischen Kontext.

## Veröffentlichungen (Auswahl)
- Die Simulation als Entscheidungshilfe in der Forstlichen Planung, Forstl. Versuchs- u. Forschungsanst. Baden-Württemberg 1974 (Dissertation)
- Zur Steuerung des Dickenwachstums und der Astreinigung von Trauben- und Stieleichen: (Quercus petraea (Matt.) Liebl. und Quercus robur L.), Forstliche Versuchs- und Forschungsanst. 1991
- mit Kari Mielikäinen, Michael Köhl: Growth Trends in European Forests. Studies from 12 countries, 1996, ISBN 3-540-61460-5
- mit Michael Thies, Sebastian Hein, Kaisu Makkonen-Spiecker: Valuable Broadleaved Forests in Europe (= European Forest Institute Research Reports Bd. 22), Brill, Leiden 2009, ISBN 978-90-04-16795-7
- mit Jörg Hansen, Emil Klimo: Norway Spruce conversion - options and consequences (= European Forest Institute Research Report Bd. 18). Brill, Leiden 2004, ISBN 978-90-04-13728-8
- mit Konstantin von Teuffel, Manuela Baumgarten, Marc Hanewinkel, Werner Konold, Udo Hans Sauter, Klaus von Wilpert: Waldumbau: für eine zukunftsorientierte Waldwirtschaft. Ergebnisse aus dem Südschwarzwald Springer 2005, ISBN 3-540-23980-4